# The County Hound 2
The County Hound 2 — другий студійний альбом репера Cashis, що вийшов 15 жовтня 2013 р. на лейблі Bogish Brand Entertainment.

## Історія релізу
У вересні 2012 виконавець заявив, що друга платівка Euthanasia готова на 65%. Також анонсував альбом у травні 2013. Проте зрештою Cashis змінив плани й розпочав промо The Count Hound 2, повноформатного сиквелу The County Hound EP, що спершу також мав стати міні-альбомом.
25 вересня оприлюднив через Instagram обкладинку альбому, а через Твіттер — дату випуску. 28 вересня став відомим треклист.
30 вересня відбулась прем'єра 2 треків: «Imma Hustla (W.C. Remix)» та альбомної нової версії «Serenade My Life» з живими інструментами (у минулому пісня також з'являлася на мікстейпах Cashis). 14 жовтня для промо виклали «Cigarello».
Для уникнення передчасного потрапляння до мережі вихід релізу на CD перенесли на 2 тижні після появи у сервісах онлайн-дистриб'юції. Делюкс-видання для iTunes містить цифровий буклет. У день релізу платівка стала приступною для онлайн-прослуховування на hotnewhiphop.com та інших сайтах. 20 листопада Rikanatti оприлюднив через Instagram світлини CD й e-mail для замовлення копій з автографом.

## Відеокліпи
21 червня відбулась прем'єра кліпу «Mind on Money» [початкова назва синглу: «Mind on Money (Money on My Mind)»] з прев'ю «Imma Hustla» наприкінці, а 8 серпня — «Layin' in the Cut» з прев'ю «Look at Me» (трейлер останнього видали 2 червня). Режисер обох відео: Еван Бутка. 21 серпня вийшов п'ятий окремок «Hi», уривок запису якого Rikanatti завантажив на Vine раніше.

## Список пісень
| #   | Назва                                                                                  | Продюсер(и)             | Тривалість |
| --- | -------------------------------------------------------------------------------------- | ----------------------- | ---------- |
| 1.  | «Red»                                                                                  | Rikanatti               | 4:30       |
| 2.  | «Mind on Money» (з участю Kuniva, Obie Trice та Dirty Mouth)                           | Rikanatti, Cin-A-Matik  | 4:59       |
| 3.  | «Bright Lights» (з участю Boaz)                                                        | Rikanatti, The Punisher | 2:48       |
| 4.  | «Look at Me» (з участю King Los, K. Young та B. Todd)                                  | Rikanatti, 1Down        | 4:14       |
| 5.  | «Hay»                                                                                  | Rikanatti               | 3:47       |
| 6.  | «I Just Wanna» (з участю Kobe)                                                         | Rikanatti               | 4:23       |
| 7.  | «Imma Hustla» (W.C. Remix) (з участю Mistah F.A.B., Roccett, Crooked I та Goldie Gold) | Rikanatti, Lil Lys      | 5:16       |
| 8.  | «The Pain» (з участю Demrick та Sara Shine)                                            | Rikanatti               | 4:04       |
| 9.  | «Hi»                                                                                   | Rikanatti, R&D          | 3:22       |
| 10. | «Layin’ in the Cut»                                                                    | Eminem, Rikanatti       | 3:44       |
| 11. | «Serenade My Life»                                                                     | Rikanatti               | 5:00       |
| 12. | «Dark Nights»                                                                          | Steve E                 | 4:12       |
| 13. | «Thru the Glass»                                                                       | Eminem, Rikanatti       | 4:56       |
| 14. | «Ask About Me»                                                                         | Eminem                  | 3:31       |
| 15. | «Cigarello»                                                                            | Eminem, Rikanatti       | 3:03       |
| 16. | «Imma Hustla» (з участю Crooked I та Sullee J) (бонус-трек)                            | Rikanatti, Lil Lyss     | 4:25       |

Семпли
- На «Thru the Glass» як семпл використано «Through Glass» у виконанні Stone Sour.

## Учасники
- Cashis — виконавчий продюсер, A&R
- Rikanatti — виконавчий продюсер, A&R, оформлення
- Тарек Лусс'єр, Джеймс Данн — оформлення
- Дж. Спек — зведення, мастеринг; гітара (№ 1, 3, 6, 10, 11, 13)
- Адам Робертс, Ніколь Колдвелл — фотографи
- К. Лос з 1500 or Nothin — барабани (№ 6)
- Хуан Ріос — клавішні (№ 6, 8)
- Єрней Крзіч — бас-гітара (№ 6)